# Баччо дель Бьянко, Луиджи
Луиджи Баччо дель Бьянко, Баччьо, или Бартоломмео дель Баччьо  (итал. Luigi Baccio del Bianco, Bartolommeo del Baccio; 4 октября 1604, Флоренция — 29 апреля 1656, Мадрид) — итальянский рисовальщик, живописец, инженер-фортификатор, архитектор, сценограф и гравёр флорентийской школы эпохи барокко.

## Жизнь и творчество
Луиджи Баччо, или просто Баччо, сын Козимо и Катерины Портиджани, проявил склонность к рисованию с восьми лет, как он сам сообщил в автобиографическом письме: «…склонясь над столом, я целый день с пылом и жаром карандашом или пером наполнял рисунками свою книжечку».
В 1612 году отец согласился отдать сына в мастерскую живописца Джованни Биливерти. Здесь его заметил инженер-фортификатор, а также математик и астролог императорского двора Джованни Галлиано де Пьерони, который хотел видеть его при дворе в Вене, а затем в Праге в свите Габсбургов.
Молодой Баччо уже продемонстрировал свое искусство в оформлении триумфальных колесниц для празднеств при дворе Медичи, а также в рисунках архитектуры, заимствованных в основном из работ Чиголи (Лодовико Карди), живописца и архитектора, а также учителя Биливерти. Баччо также брал уроки архитектуры и перспективы у Джулио Париджи, архитектора и сценографа при дворе великого герцога Тосканского.
С 1620 года в Вене Баччо вместе с Пьерони был занят на различных работах при дворе Габсбургов, но первым по-настоящему важным поручением было полное украшение пражского дворца генералиссимуса и адмирала флота Альбрехта фон Валленштейна, одного из самых важных полководцев армии Габсбургов во время Тридцатилетней войны. Баччо, против своей воли вовлечённый в войну, занимался проектированием укреплений для некоторых немецких городов.
Вернувшись в Италию, Баччо дель Бьянко остановился в Милане, где познакомился с выдающимися миланскими художниками того времени: братьями Джулио Чезаре и Камилло Прокаччини, которые, как и Пьер Франческо Маццукелли (Иль Мораццоне), оказали большое влияние на его творчество.
Прибыв наконец во Флоренцию, Баччо открыл собственную мастерскую, где, помимо живописи, преподавал перспективу, а также гражданскую и военную архитектуру. Винченцо Вивиани, ученик Галилея, часто посещавший мастерскую художника, также извлёк пользу из его искусства, как и Франческо Фурини и Якопо Кьявистелли.

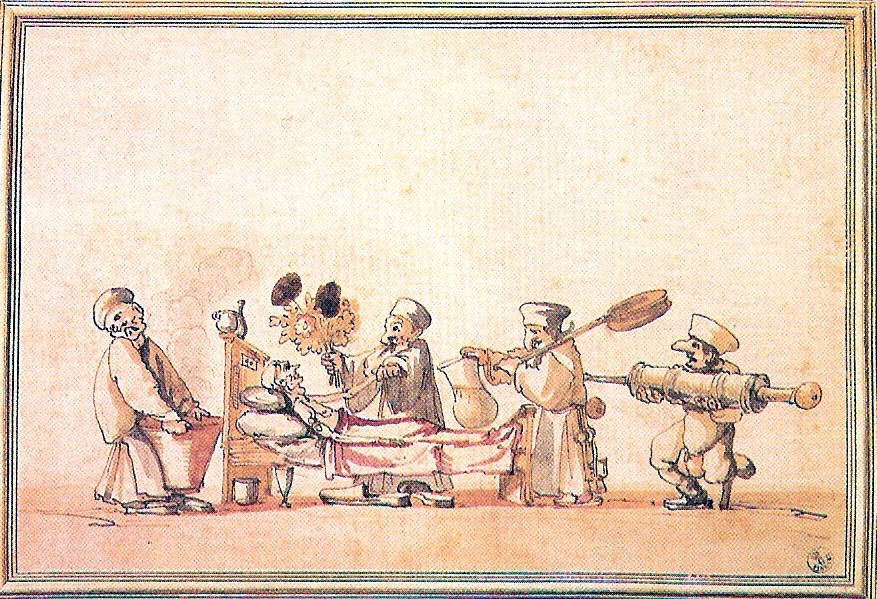
Юмористическая аллегория медицины. Бумага, акварель. Уффици, Флоренция

Баччо дель Бьянко писал картины для аристократических семей Тосканы, таких как Гваданьи, Корси, Пуччи, и для украшения их дворцов. Он был приглашён ко двору принцев Медичи в качестве организатора праздников, а также был художником по костюмам, как свидетельствует Филиппо Бальдинуччи: «[Его призвали]… изобретать причудливые костюмы для комедий, балетов, каруселей и барьеров, а также во всевозможных машинах и перспективах… Oн был превосходен, и, может быть, даже исключителен, в области фигур, он был способен придумывать и трогать пером приятные маленькие истории и портреты людей с преувеличенной прорисовкой» («Заметки о мастерах рисунка от Чимабуэ до наших дней». 1681). Аббат Луиджи Ланци также оставил своё замечание: «…шутливый по натуре, он великолепно преуспел в бурлескных картинах […] карикатурных портретах в стиле Карраччи, а иногда и в капризах или других причудах природы» (История живописи в Италии от возрождения изящных искусств до XVIII века. 1795—1796).
Корпус рисунков и гравюр художника в большом количестве хранится в Кабинете рисунков и гравюр в галерее Уффици и в Британском музее в Лондоне. В этих рисунках Баччо представил игривые и сатирические истории в стиле французов Жака Калло и Стефано делла Белла, он выполнял рисунки изделий из серебра для парадных сервизов и канделябров, рисовал картоны для шпалер, эскизы мебели, мозаик, сграффито для фасадов зданий, проектировал театральные декорации и сценические машины. Многие его типично маньеристичные композиции в рисунках и офортах своеобразно причудливы и даже фантастичны.
В 1637 году Баччо дель Бьянко вместе с Альфонсо Париджи Младшим пригласили заняться сценографией постановки комедии «Свадьба богов» по случаю свадьбы великого герцога тосканского Фердинандо II Медичи с герцогиней Витторией делла Ровере, одного из самых образцовых представлений того времени. Спектакль состоялся во дворе Палаццо Питти. В ноябре 1638 года по поручению Медичи Баччо спроектировал девятиарочный мост в Борго Сан-Лоренцо после того, как тот пострадал от наводнения. Среди его работ как архитектора Тосканы наиболее значимой была реконструкция интерьера церкви Сан-Доменико в Прато.
В 1650 году Баччо дель Бьянко был приглашён ко двору короля Испании Филиппа IV. В Мадриде он создавал декорации для комедий, в частности для «La fiera, el rayo y la piedra» (1652) и «Andromeda y Perseo» (1653) Педро Кальдерона де ла Барки. В Испании он много работал как живописец: писал исторические картины и портреты.
Художник скоропостижно скончался в 1656 году в Мадриде, вдали от родины в возрасте всего пятидесяти двух лет.

## Галерея

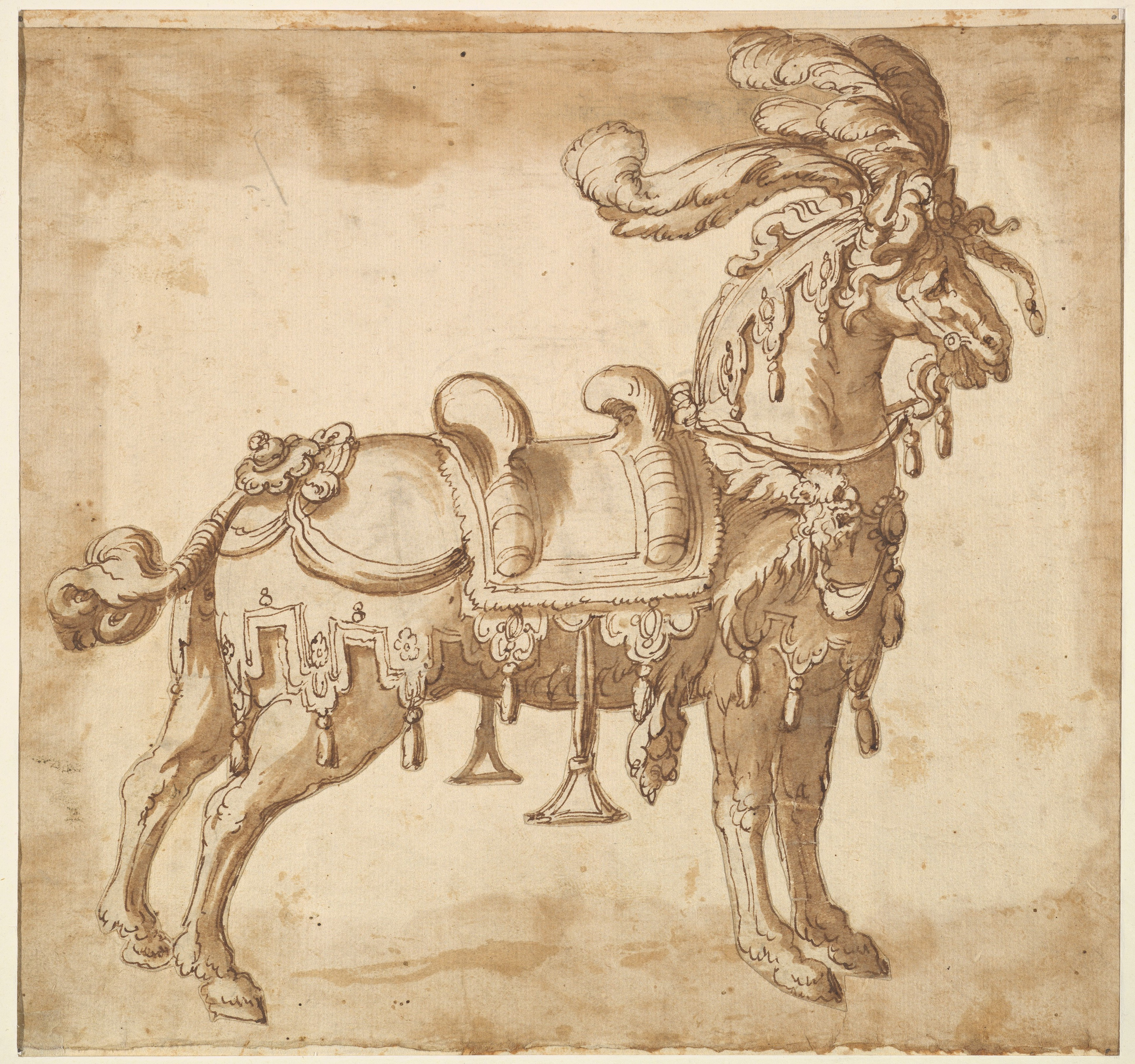
Конь, подготовленный к турниру. Между 1620 и 1656. Бумага, сепия, перо, кисть. Метрополитен-музей, Нью-Йорк
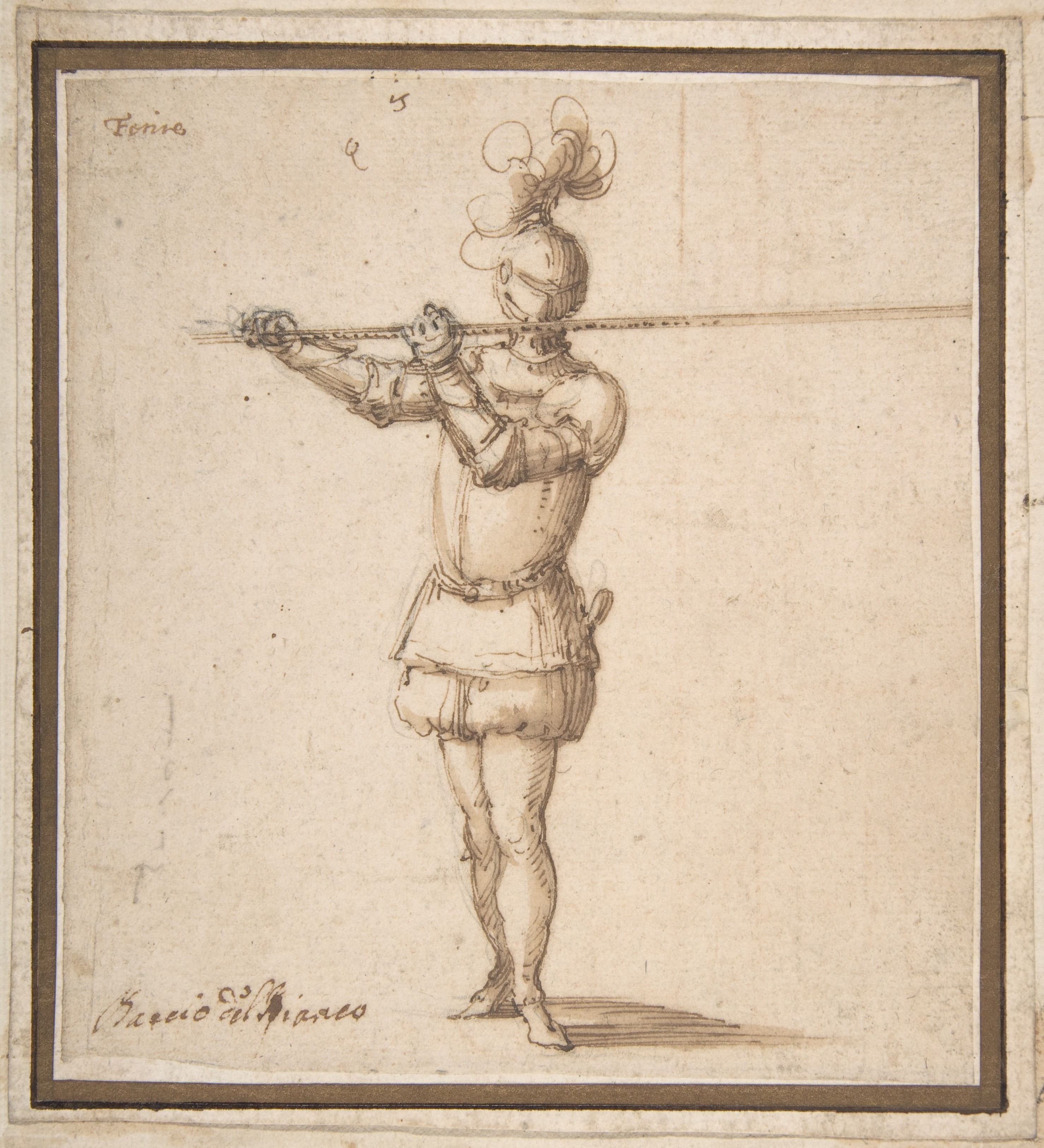
Рыцарь с копьём. Между 1604 и 1656. Бумага, сепия, перо, кисть. Метрополитен-музей, Нью-Йорк
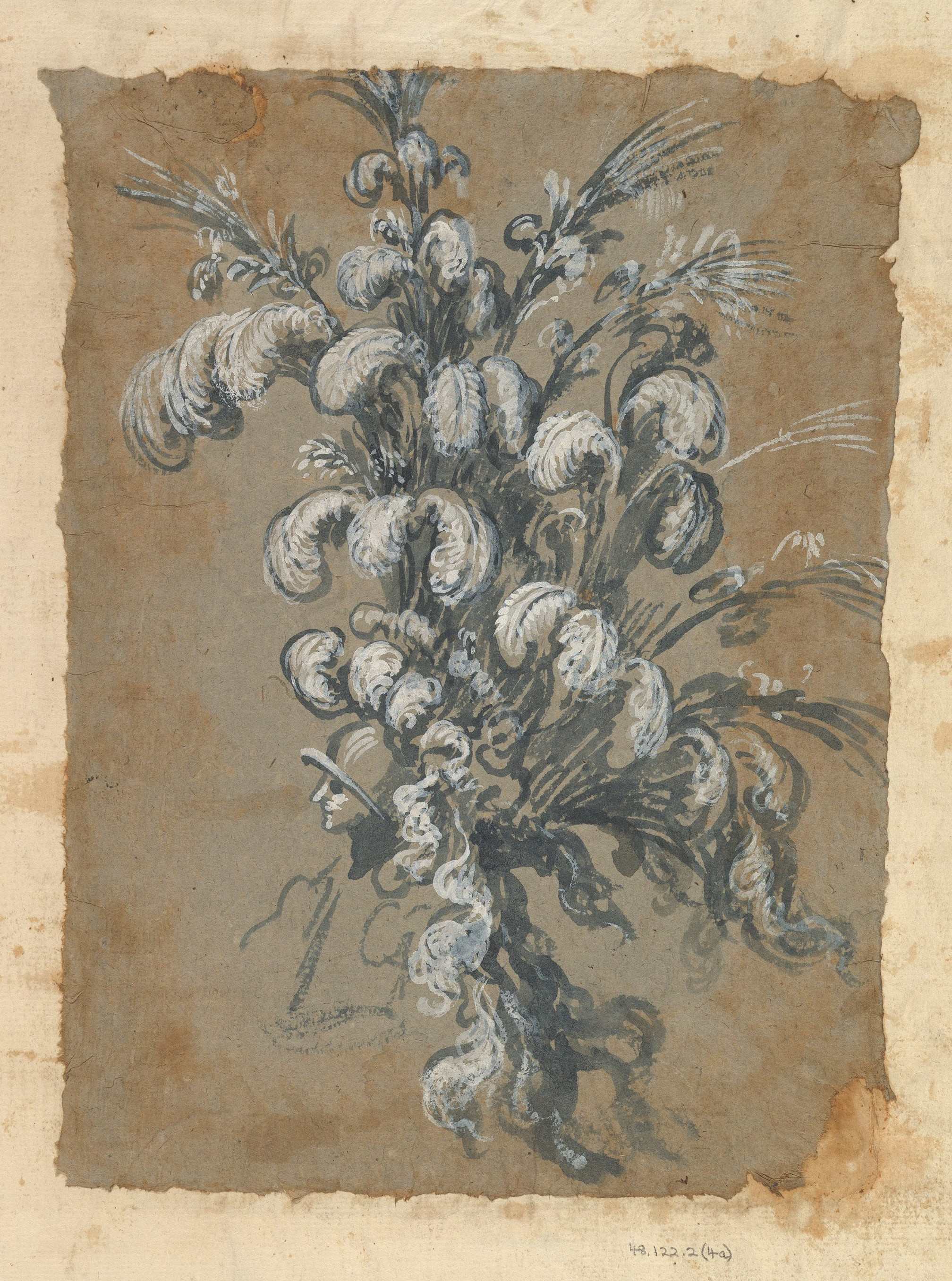
Проект нашлемного украшения. Между 1620 и 1656. Бумага, акварель, гуашь. Метрополитен-музей, Нью-Йорк
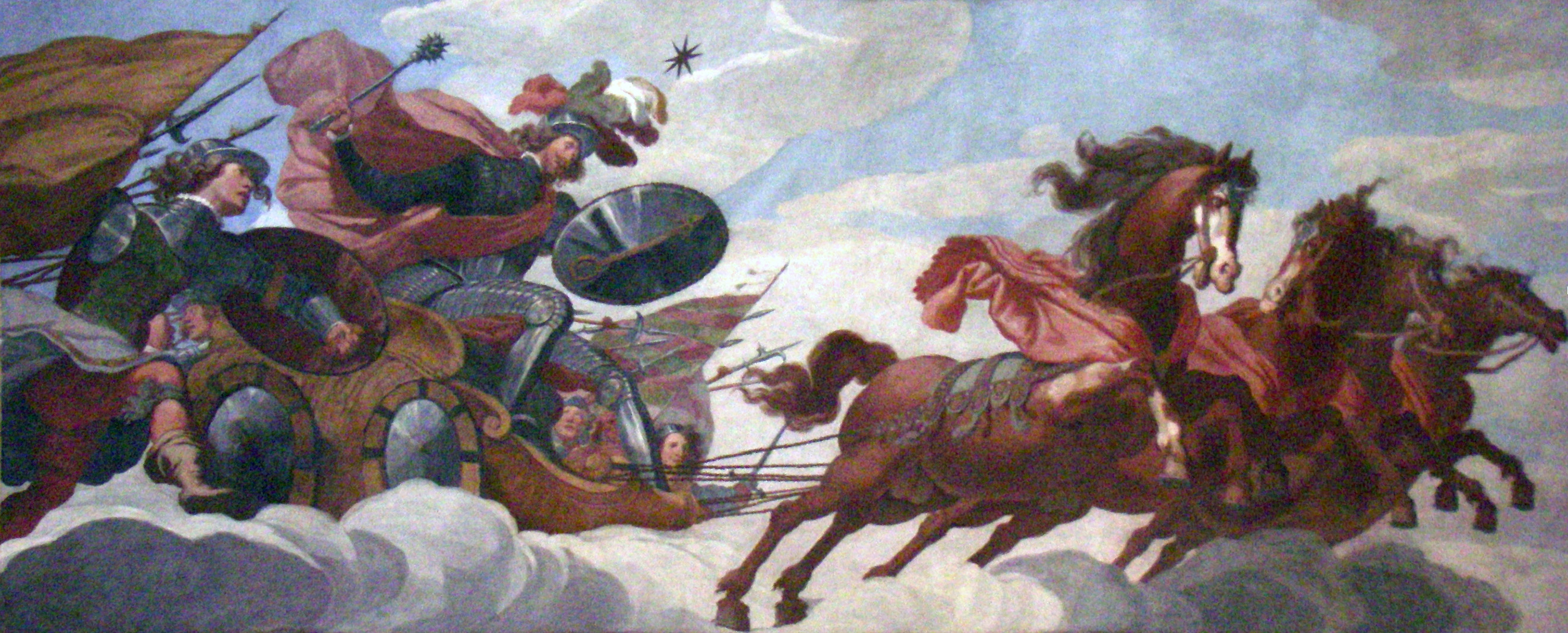
Альбрехт фон Валленштейн в образе Марса. 1620-е. Роспись Рыцарского зала Вальдштейнского дворца в Праге
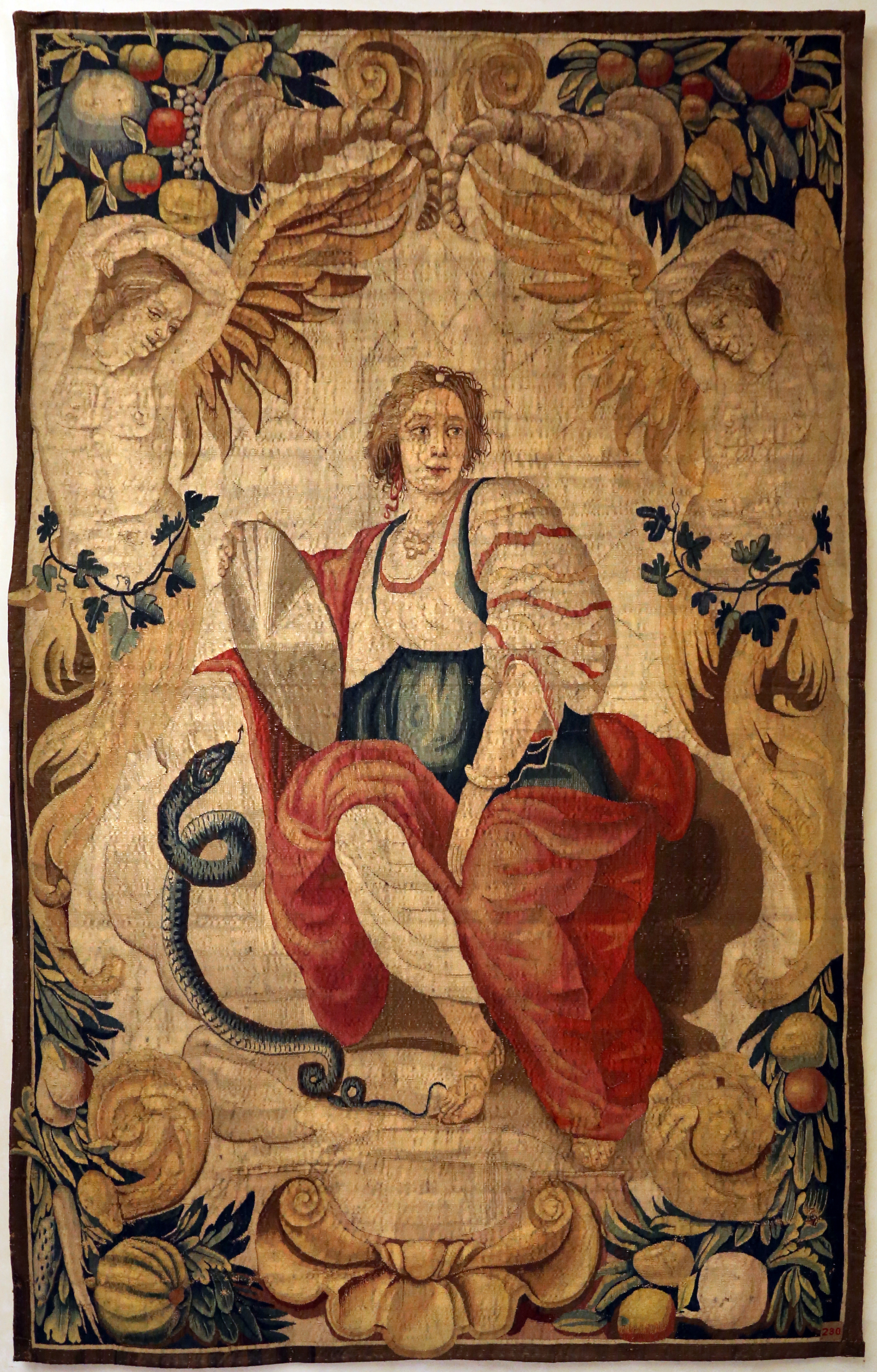
Аллегория Благоразумия. Между 1637 и 1640. Шпалера по картону Баччо дель Бьянко. Мануфактура Медичи (Arazzeria medicea)
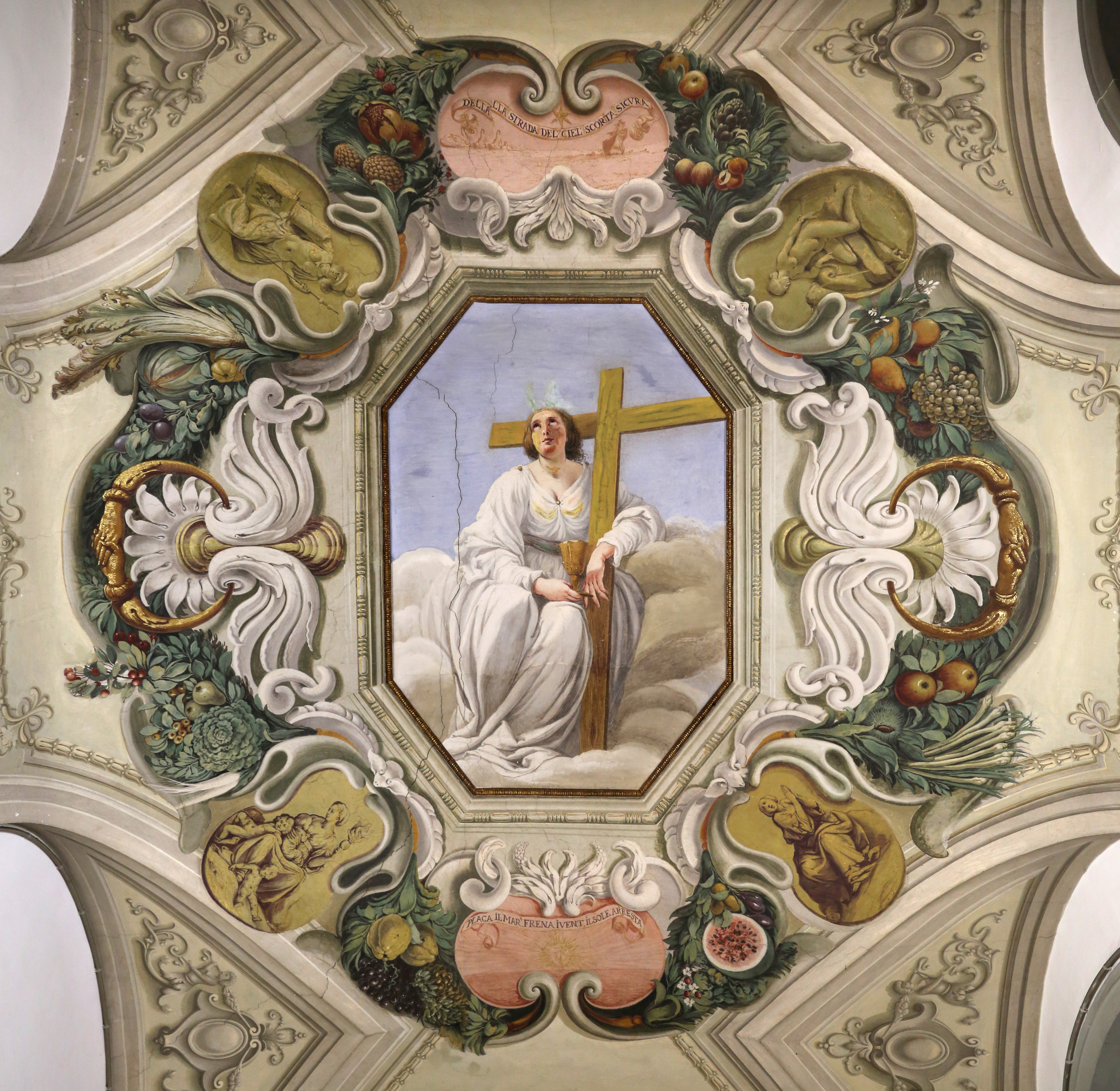
Вера. 1641. Палаццо ди Сан-Клементе, Флоренция
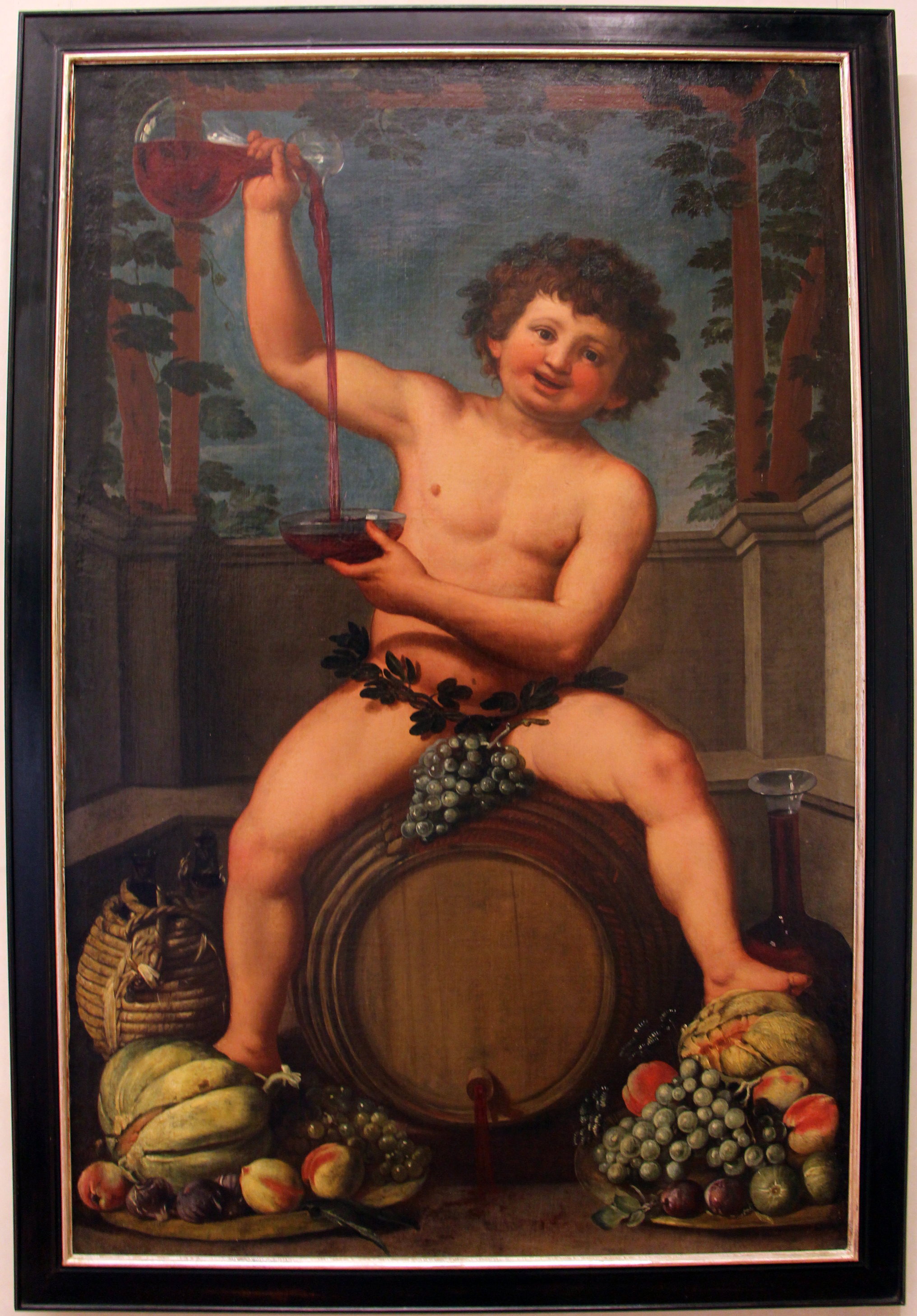
Bакх. Музей натюрморта, Вилла Поджо-а-Кайано
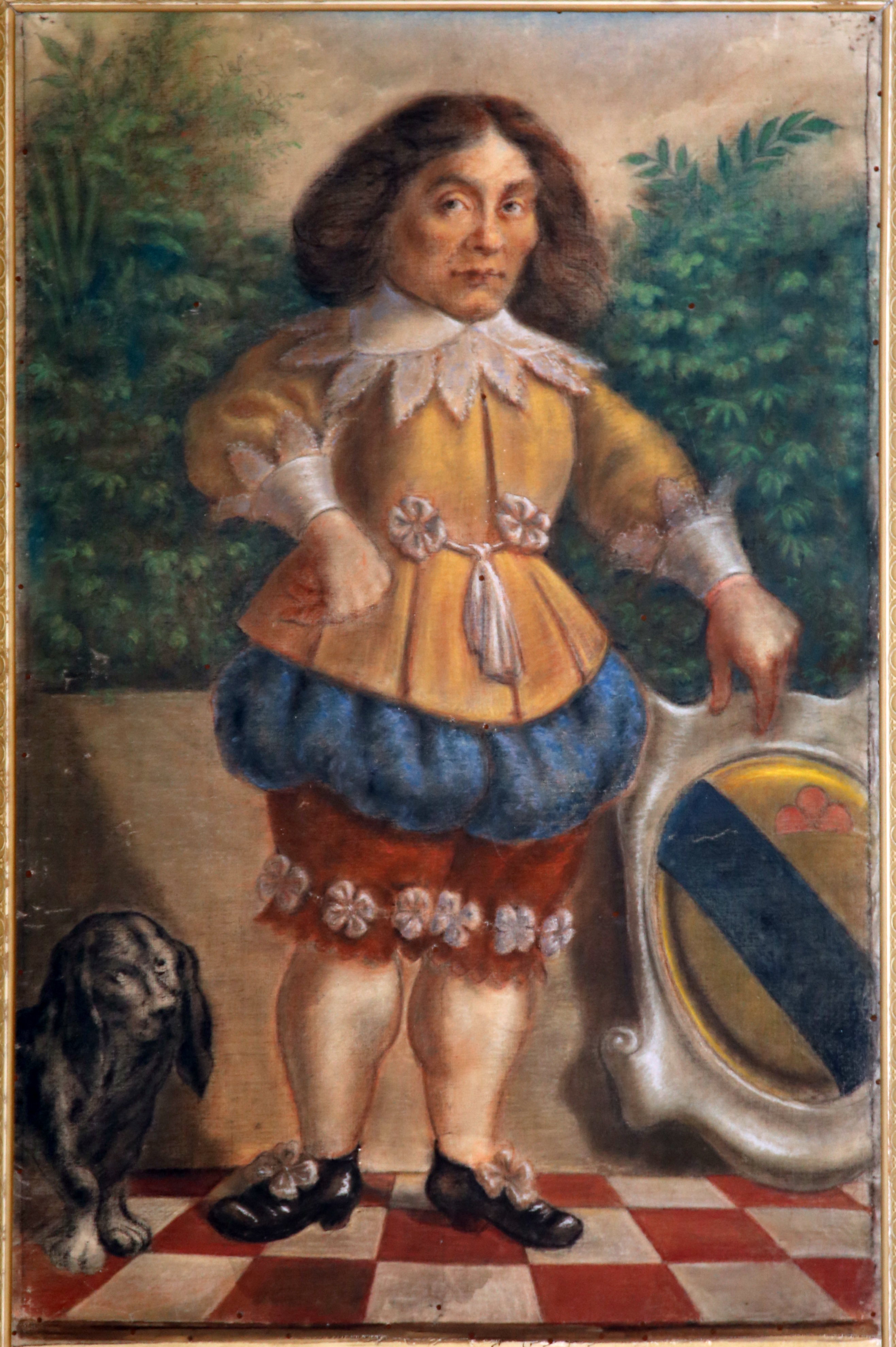
Портрет карлика Себастьяно дель Кава. Между 1650 и 1675. Палаццо Нонфинито, Флоренция